# Edmund Spenser
Edmund Spenser (Londra, 1552 circa – Londra, 13 gennaio 1599) è stato un poeta britannico.
È stato Poet Laureate (poeta di Stato) sotto il regno di Elisabetta I d'Inghilterra.

## Biografia
Figura controversa a causa del suo zelo nella distruzione della cultura irlandese, Edmund Spenser nacque intorno al 1552. Studiò nella Merchant Taylors School ed in seguito si laureò all'Università di Cambridge. Iniziò come militare andando negli anni settanta in Irlanda, al servizio di Arthur Grey, nuovo Lord Luogotenente d'Irlanda. Nel 1579-80 combatté nella seconda ribellione di Desmond, vinta dagli inglesi. In questo modo gli furono assegnate delle terre a Cork confiscate alla piantagione di Munster.
Attraverso la poesia Spenser sperava di assicurarsi un posto a corte, dove presentò la sua opera più famosa, The Faerie Queene; ebbe dei contrasti con William Cecil (lord Burghley) ma nonostante ciò ricevette una "pensione" nel 1591.
Nel 1596 scrisse un pamphlet intitolato A View of the Present State of Ireland, che venne pubblicato soltanto a metà del XVII secolo. Probabilmente fu pubblicato postumo a causa del contenuto "scottante": in esso si sostiene che l'Irlanda non avrebbe potuto essere "pacificata" dagli inglesi finché fossero rimaste la lingua e i costumi locali; bisognava fare terra bruciata per causare una carestia che avrebbe decimato il popolo (era una strategia che aveva visto mettere in pratica durante la sua carriera militare).
Il paradosso proposto da Spenser era che solo non rispettando la legge essa poteva essere stabilita in Irlanda.
Dopo la pubblicazione l'opera è stata vista come una prosa polemica e fonte storica per l'Irlanda del XVI secolo, ma oggi si ritiene che l'intento di Spenser fosse il genocidio.
Malgrado faccia alcuni elogi alla tradizione poetica in gaelico, Spenser tenta di dimostrare che gli irlandesi discendano dai barbari celti.
Spenser fu cacciato dalla sua casa dai ribelli irlandesi durante la guerra dei nove anni nel 1598; il suo castello a Kilcolman fu bruciato e nell'incendio morì uno dei suoi figli.
Ritornò a Londra nel 1598, dove morì nella depressione nel 1599 a 47 anni.

## Poesia
La prima opera che portò fama a Spenser fu una collezione di egloghe chiamata The Shepheards Calendar; essa è un'opera allegorica scritta dal punto di vista di vari pastori attraverso i mesi dell'anno, suddivisa in 12 ecloghe (brevi poesie pastorali nella forma di un soliloquio o di un dialogo tra pastori). Chiaramente ispirata alle Bucoliche di Virgilio. La più nota delle ecloghe è la quarta, April, dedicata a Elisabetta <<regina dei pastori>>.
The Faerie Queene un poema allegorico cavalleresco. Dei 12 libri progettati, riuscì a completarne soltanto 6 prima della sua morte. L'opera resta tuttavia il più lungo poema epico scritto in lingua inglese e ha ispirato diversi autori (John Milton, John Keats, James Joyce, Ezra Pound). Inventò un tipo di verso che divenne poi noto come "Strofa spenseriana" (Spenserian stanza) e fu ripreso nelle poesie di poeti come William Wordsworth, John Keats, Lord Byron e Alfred Tennyson.
Il linguaggio che usa nelle sue poesie è volutamente arcaico; richiama opere precedenti come I racconti di Canterbury di Geoffrey Chaucer, che Spenser ammirava molto.
Epithalamion è l'opera più apprezzata, nel suo genere, in lingua inglese. Fu scritta in occasione del matrimonio per la sua giovane moglie Elizabeth Boyle e fu pubblicato contemporaneamente agli Amoretti nel 1595.
Citazioni dalle opere
- Faerie Queene. Book v. Proem. St. 3.

Let none then blame me, if in discipline
Of vertue and of civill uses lore,
I doe not forme them to the common line
Of present dayes, which are corrupted sore,
But to the antique use which was of yore,
When good was onely for it selfe desyred,
And all men sought their owne, and none no more;
When Justice was not for most meed out-hyred,
But simple Truth did rayne, and was of all admyred.
- Faerie Queene. Book iii. Canto xi. St. 54.

And as she lookt about, she did behold,
How over that same dore was likewise writ,
Be bold, be bold, and every where be bold,
That much she muz'd, yet could not construe it
By any ridling skill, or commune wit.
At last she spyde at that roomes upper end,
Another yron dore, on which was writ,
Be not too bold; whereto though she did bend
Her earnest mind, yet wist not what it might intend.

## Blatant Beast
Blatant Beast è un epiteto con cui Spenser si riferiva agli schiamazzi ignoranti e diffamatori della plebe. Comunque l'espressione in The Faerie Queene indica la maldicenza in generale e Spenser mostra come essa rovini il mondo, nascendo dapprima dalla Corte (non dai villaggi o dai bassifondi) e causando rovina dovunque vada, finché addirittura penetra nei monasteri. Soltanto Calidoro, il più cortese dei cavalieri, è in grado di domare, incatenare e imprigionare la Blatant Beast, che alla fine riesce a liberarsi e tuttora causa rovina nel mondo.

## Elenco delle opere
- The Shepheardes Calender (1579)
- The Faerie Queene (1590, 1596, 1609)
- Complaints (1591)
- Daphnaïda (1594)
- Colin Clouts Come home againe (1595)
- Astrophel (1595)
- Amoretti (1595)
- Epithalamion (1595)
- Four Hymns (1596)
- Prothalamion (1596)
- A View of the Present State of Ireland (circa 1598)